# Кречмер, Петер
Петер Кречмер (нем. Peter Kretschmer, 15 февраля 1992, Шверин) — немецкий гребец-каноист, выступающий за сборную Германии с 2011 года. Чемпион летних Олимпийских игр в Лондоне, чемпион мира 2018, призёр чемпионатов Европы и мира, обладатель нескольких медалей этапов мирового кубка и национальных первенств. Бронзовый призёр I Европейских игр 2015 года.

## Биография
Петер Кречмер родился 15 февраля 1992 года в городе Шверин, федеральная земля Мекленбург-Передняя Померания. Активно заниматься греблей начал в возрасте десяти лет, позже стал членом спортивного клуба «Потсдам», где тренировался под руководством тренера Ральфа Велке.
В 2011 году прошёл отбор в национальную сборную и получил возможность участвовать в крупнейших международных стартах. Уже в дебютном сезоне на чемпионате мира в венгерском Сегеде выиграл бронзовую медаль, показав третий результат в программе каноэ-двоек на 500 м. На чемпионате Европы 2012 года в хорватском Загребе взял серебро на километровой дистанции, снова на двухместном каноэ. Одновременно с этим пришли и первые победы на этапах Кубка мира, так, на этапах в Познани он дважды стоял на верхней ступени пьедестала, а на соревнованиях в Дуйсбурге пополнил медальную коллекцию двумя серебряными наградами.
Благодаря череде удачных выступлений Кречмер и его партнёр Курт Кушела удостоились права защищать честь страны на ХХХ летних Олимпийских играх в Лондоне, где впоследствии завоевали золото, опередив всех соперников на дистанции 1000 м.
Кречмер живёт и тренируется в Потсдаме, помимо занятий спортом служит офицером полиции.